# La Tigra (cuento)
La Tigra es un cuento del escritor ecuatoriano José de la Cuadra, publicado en 1940 en la segunda edición de su libro de relatos Horno. La trama se desarrolla en la zona rural del cantón Balzar y narra la historia de Francisca Miranda, quien luego del asesinato de sus padres debe cuidar a sus hermanas Juliana y Sara, y que recibe el apodo de La Tigra por la firmeza de su carácter y su libertad sexual.
Es uno de los cuentos más destacados del autor, reconocido como una de las primeras obras de la literatura ecuatoriana en marcar una ruptura en cuanto a representación de personajes femeninos, en este caso al mostrar una mujer insumisa que ocupa el rol de cabeza de su familia y que es criticada por actos que, cuando eran cometidos por hombres, no recibían la misma reprobación.
Junto con el relato Galleros, fue uno de los dos últimos cuentos escritos por de la Cuadra antes de su muerte, ocurrida a principios de 1941.

## Argumento
En presencia del intendente de Guayaquil, Clemente Suárez pone una denuncia por el secuestro de Sara Miranda contra sus hermanas Francisca y Juliana, quienes viven en la hacienda "Tres Hermanas", ubicada en la zona rural de Balzar. Francisca, la mayor de las hermanas, era apodada La Tigra por su carácter autoritario y su vida sexual desinhibida. Muchos años antes, los padres de las Miranda habían sido asesinados por asaltantes. Francisca se escabulle por la casa y logra matar a los cinco asaltantes. A raíz del hecho empieza a cuidar de sus hermanas y se convierte en cabeza de familia y de la hacienda.
Tiempo después llega a "Tres Hermanas" un hombre llamado Ternerote, quien dice ser primo de las Miranda. Juliana pronto empieza una relación sexual con él, pero, al enterarse, Francisca decide obligar a Ternerote a acostarse con ella también. Complacer los deseos sexuales de las dos hermanas resulta tan cansado para Ternerote, que finalmente huye de la hacienda. Francisca y Juliana toman a partir de esto la costumbre de invitar hombres viajeros a la casa, incluyendo uno de quien Francisca se enamora pero que nunca más regresa, dejando tras de sí tan sólo su clarinete, que Francisca guarda como recuerdo.
Un día piden consejo a Masa Blanca, un brujo conocido en el sector, pero quien realmente era un charlatán. Masa Blanca finge hacer un conjuro que asusta a Francisca y a Juliana y luego les dice que para mantener al diablo alejado deben procurar que Sara siguiera viviendo en la hacienda y siguiera siendo virgen. Esto provoca que Francisca y Juliana encierren a Sara en su habitación cada vez que había hombres presentes, a pesar de sus constantes protestas. Cuando Clemente Suárez pasa por "Tres Hermanas" y conoce a Sara, queda enamorado de ella, por lo que decide denunciar el encierro de Sara como secuestro.
Los gendarmes finalmente llegan a "Tres Hermanas", pero son repelidos por los peones de la hacienda en un enfrentamiento en que muere uno de los oficiales. Todo parece volver a la normalidad en la hacienda.

## Personajes principales
- Francisca Miranda: Conocida como La Tigra, tiene 30 años de edad. Cuando sus padres son asesinados, se encarga de matar personalmente a cada uno de los asaltantes. Desde entonces es la patrona de la finca y cuida de sus hermanas menores. Posee un temperamento fuerte, además de excelente puntería. Monta caballos con desenvoltura e incluso se cuenta que pelea cuerpo a cuerpo contra toros jóvenes para mantenerse en forma. Luego de tener relaciones sexuales con su supuesto primo, Ternerote, desarrolla el hábito de acostarse con el peón de su elección, a quien echa de su cama a la mañana siguiente, a veces a balazos. Engañada por las palabras del brujo Masa Blanca, mantiene a su hermana Sara encerrada en su habitación cuando hay hombres en la casa, asegurándose que mantenga su virginidad y de este modo dando paso a la denuncia por secuestro en su contra.[1]

- Juliana Miranda: Tiene 25 años. A lo largo de la historia se mantiene obediente a su hermana Francisca. Cuando Ternerote llega a vivir con ellas, Juliana poco a poco se siente atraída por él. La relación entre ellos pronto se vuelve sexual, aunque no le molesta que Ternerote también se acueste con su hermana. A pesar de que siente lástima por el encierro de Sara, ayuda a Francisca a mantenerla cautiva.[1]

- Sara Miranda: Ronda los 18 años, con la referencia de que "es ya una ciudadana". Se rebela contra Francisca por el encierro en que la tiene y por la prohibición de tener relaciones sexuales. Aunque bebe y baila con hombres en las reuniones en su casa organizadas por sus hermanas, siempre es encerrada antes de poder llevarse a alguno a su cama. Clemente Suárez se enamora de ella y denuncia a Francisca y a Juliana ante la policía por secuestro, lo que provoca el ataque de los gendarmes a la finca.[1]

## Adaptación cinematográfica
El cuento fue adaptado al cine en 1990 por el director Camilo Luzuriaga. La película se hizo acreedora, entre otros reconocimientos, al premio a la Mejor Película en el Festival Internacional de Cine de Cartagena de Indias. La actriz Lissette Cabrera interpretó el papel de Francisca Miranda La Tigra, mientras que Rossana Iturralde y Verónica García interpretaron a Juliana y a Sara, respectivamente.
El filme tuvo una afluencia de 256.000 personas durante su tiempo en los cines, lo que la convirtió en la película ecuatoriana más taquillera de la historia. Con los años se ha convertido en un clásico del cine ecuatoriano.